# Стефан Драгостинов
Стефан Драгостинов е български композитор, пианист, диригент, педагог и общественик. Автор е на кантатно-ораториална, симфонична, инструментална, хорова, камерна и вокална музика. Професор в Нов български университет.

## Биография
Роден е на 11 април 1948 г. в София. На 7-годишна възраст започва да изучава пиано при Соня Желева.
През 1960 г. започва занимания по композиция при проф. Панчо Владигеров и по хармония и полифония при проф. Асен Карастоянов. Продължава заниманията си по пиано в Държавното музикално училище (днес Национално музикално училище „Любомир Пипков“, София) под ръководството на Лидия Кутева, 1963 – 1967 година. 
В периода 1967-1970 г. е студент в Българската държавна консерватория по пиано при проф. Богомил Стършенов и композиция при проф. Александър Райчев.
През 1970 – 1972 г. е студент в Ленинградската консерватория „Н. А. Римски-Корсаков“, където се дипломира в класа по композиция на проф. Борис Арапов.
През 1982 г. е стипендиант на ДААД (Deutscher Akademischer Austauschdienst) в Кьолн, Германия.
От 1974 г. до 1994 г. Стефан Драгостинов работи в Държавния фолклорен ансамбъл „Филип Кутев“ (дн. НФА „Филип Кутев“) като диригент, главен художествен ръководител и директор.
През 1988 г. в Япония ансамбъл „Филип Кутев“ под диригентството на Стефан Драгостинов записва първите си 3 компактдиска, които издателската къща „Виктор“ тиражира в 1 500 000 екземпляра.
Важен творчески акцент в биографията на Стефан Драгостинов е мащабният музикален проект „Антология на българския фолклор – Звукови икони на България и Ключът към тайнството“, който композиторът започва да реализира от 1994 г. заедно със създадената от него хорова формация „Драгостин Фолк Национал“, с която има издадени 11 CD-албума: Рофинка, Саракина, Галунка, Дунавска музика, Любовна приказка, Коледна звезда, Притури се планината, Милойка, Слънчова сватба, Грозданка и Шинка. През изминалите 20 година формацията „Драгостин Фолк Национал“ участва активно в концертни и фестивални форуми; през 2011 г. на международния хоров конкурс, организиран от БиБиСи, „Нека народите пеят“ (Let the Peoples Sing) ѝ е присъдена Втора награда.
През 2007 г. в Сеул, Корея, Международният комитет World Music огласява решение за удостояване на проф. Стефан Драгостинов с академично звание Световен майстор – World Master, сред номинирани от цял свят творци, за цялостния му принос в областта на изследването на националната музикална традиция и за приобщаване на българската културна идентичност към световната съкровищница на духовни ценности. Формулировката на Международния комитет World Music гласи: „За изключителни постижения в областта на традиционната музика.“
Стефан Драгостинов е професор по композиция, оркестрация, хармония, теория и съвременни музикални техники в Нов български университет, София, изнася научни лекции в академични и университетски общества в целия свят.
На 11 юли 2011 г. удостоен със званието „Почетен професор на Нов български университет“ за приноса му за основаване на клас по композиция и музикален анализ.

## Филмография (композитор)
- Жирафчето (тв, 1988)